# Communauté de communes Terrassonnais Haut Périgord Noir
La communauté de communes Terrassonnais Haut Périgord Noir(CCTHPN), précédemment nommée « communauté de communes du Terrassonnais en Périgord noir Thenon Hautefort »,  est une structure intercommunale française située dans le département de la Dordogne, en région Nouvelle-Aquitaine. Elle prend effet le 1er janvier 2014.

## Historique
La création de la communauté de communes du Terrassonnais en Périgord noir Thenon Hautefort a été actée par l'arrêté préfectoral no 2013150-0003 du 30 mai 2013.
Effective le 1er janvier 2014, elle est issue de la fusion de la communauté de communes Causses et Vézère, de la communauté de communes du Pays de Hautefort et de la communauté de communes du Terrassonnais. Cet ensemble s'étend sur un territoire de 576,74 km2.
De 2014 à 2016, l'intercommunalité regroupait trente-neuf communes.
Le 1er janvier 2017, leur nombre passe à trente-huit, à la suite de la création d'une commune nouvelle, Les Coteaux Périgourdins, créée par la fusion de Chavagnac et Grèzes.
Le 1er janvier 2019, Coly se retire de la communauté de communes en fusionnant avec Saint-Amand-de-Coly pour constituer la commune nouvelle de Coly-Saint-Amand qui choisit l'adhésion à la communauté de communes de la Vallée de l'Homme.  La superficie est alors de  568,73 km2 et le nombre des communes de 37.
En date du 25 octobre 2021, un arrêté préfectoral autorise le changement de nom de l'intercommunalité qui devient la communauté de
communes Terrassonnais Haut Périgord Noir.

## Territoire communautaire

### Géographie physique
Située à l'est  du département de la Dordogne, la communauté de communes du Terrassonnais Haut Périgord Noir regroupe 37 communes et présente une superficie de 568,7 km2.

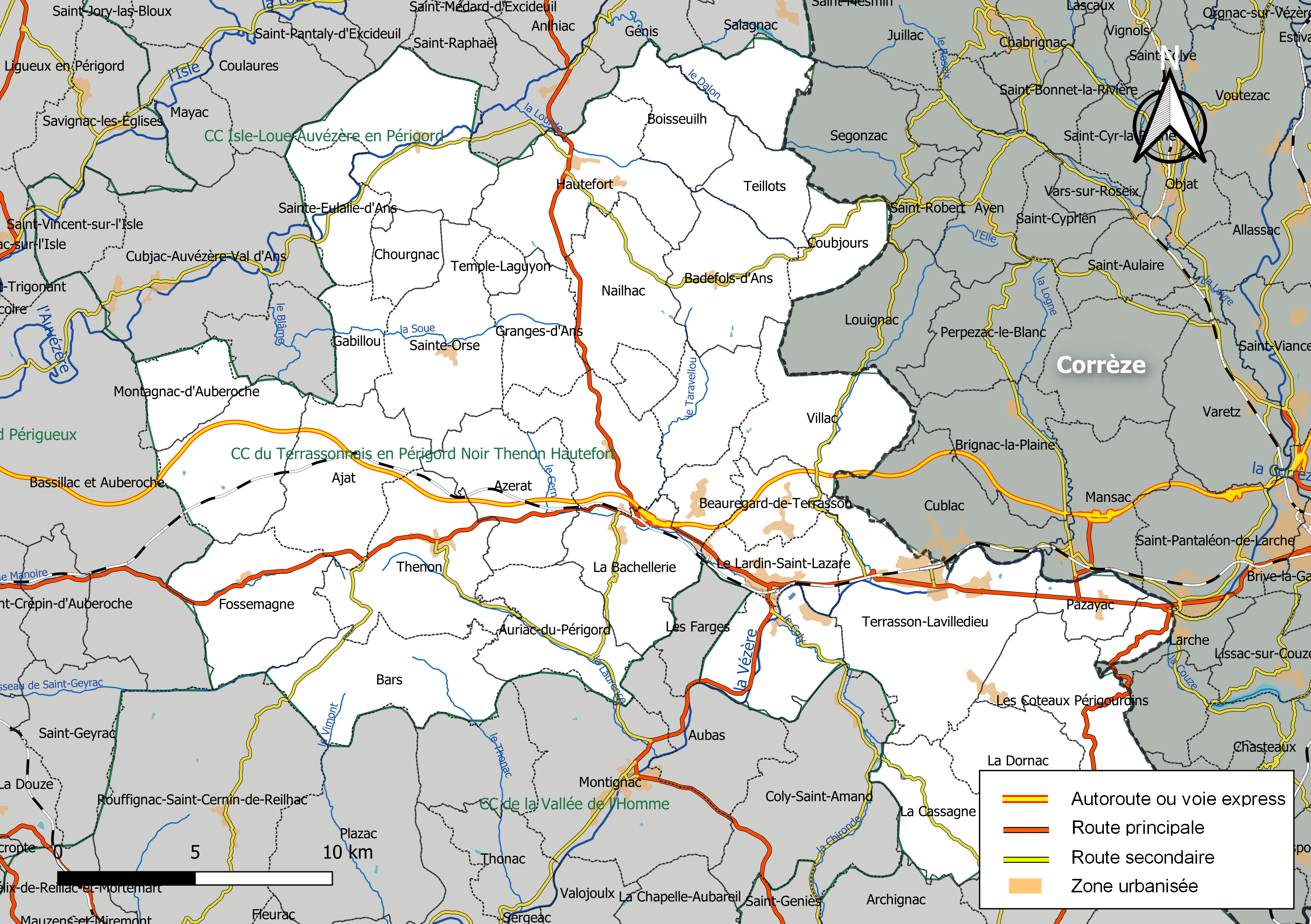
Carte de la communauté de communes Terrassonnais Haut Périgord Noir au 1er janvier 2019.

### Composition
La communauté de communes est composée des 37 communes suivantes :

| Nom                           | Code Insee | Gentilé          | Superficie (km2) | Population (dernière pop. légale) | Densité (hab./km2) |
| ----------------------------- | ---------- | ---------------- | ---------------- | --------------------------------- | ------------------ |
| Terrasson-Lavilledieu (siège) | 24547      | Terrassonnais    | 39,34            | 6 262 (2022)                      | 159                |
| Ajat                          | 24004      | Ajacois          | 21,95            | 300 (2022)                        | 14                 |
| Auriac-du-Périgord            | 24018      | Auriacois        | 18,63            | 400 (2022)                        | 21                 |
| Azerat                        | 24019      | Azeracois        | 20,05            | 449 (2022)                        | 22                 |
| La Bachellerie                | 24020      | Bacheliers       | 17,34            | 895 (2022)                        | 52                 |
| Badefols-d'Ans                | 24021      | Badefolais       | 18,34            | 410 (2022)                        | 22                 |
| Bars                          | 24025      | Barsois          | 22,58            | 243 (2022)                        | 11                 |
| Beauregard-de-Terrasson       | 24030      | Beauregardiens   | 7,97             | 706 (2022)                        | 89                 |
| Boisseuilh                    | 24046      | Boisseuilhais    | 11,9             | 110 (2022)                        | 9,2                |
| La Cassagne                   | 24085      | Cassagnais       | 14,85            | 151 (2022)                        | 10                 |
| La Chapelle-Saint-Jean        | 24113      | Chapelais        | 3,7              | 84 (2022)                         | 23                 |
| Châtres                       | 24116      | Châtriers        | 12,2             | 181 (2022)                        | 15                 |
| Chourgnac                     | 24121      | Chourgnacois     | 6,96             | 69 (2022)                         | 9,9                |
| Condat-sur-Vézère             | 24130      | Condatois        | 16,64            | 865 (2022)                        | 52                 |
| Les Coteaux Périgourdins      | 24117      |                  | 19,47            | 551 (2022)                        | 28                 |
| Coubjours                     | 24136      | Coubjourois      | 9,55             | 108 (2022)                        | 11                 |
| La Dornac                     | 24153      | Ladornacois      | 15,86            | 404 (2022)                        | 25                 |
| La Feuillade                  | 24179      | Feuilladais      | 3,97             | 797 (2022)                        | 201                |
| Fossemagne                    | 24188      | Fossemagnacois   | 21,88            | 553 (2022)                        | 25                 |
| Gabillou                      | 24192      | Gabillois        | 7,91             | 97 (2022)                         | 12                 |
| Granges-d'Ans                 | 24202      | Grangeois        | 11,81            | 148 (2022)                        | 13                 |
| Hautefort                     | 24210      | Hautefortais     | 25,68            | 814 (2022)                        | 32                 |
| Le Lardin-Saint-Lazare        | 24229      | Vézeriens        | 10,85            | 1 666 (2022)                      | 154                |
| Limeyrat                      | 24241      | Limeyratois      | 19,72            | 430 (2022)                        | 22                 |
| Montagnac-d'Auberoche         | 24284      | Montagnacois     | 10,02            | 137 (2022)                        | 14                 |
| Nailhac                       | 24302      | Nailhacois       | 19,35            | 292 (2022)                        | 15                 |
| Pazayac                       | 24321      | Pazayacois       | 6,84             | 803 (2022)                        | 117                |
| Peyrignac                     | 24324      | Peyrignacois     | 6,3              | 594 (2022)                        | 94                 |
| Saint-Rabier                  | 24491      | Rispériens       | 15,87            | 560 (2022)                        | 35                 |
| Sainte-Eulalie-d'Ans          | 24401      | Eulalais         | 11,83            | 296 (2022)                        | 25                 |
| Sainte-Orse                   | 24473      | Saint-Orsais     | 23,54            | 349 (2022)                        | 15                 |
| Sainte-Trie                   | 24507      | Saint-Trojannais | 10,91            | 113 (2022)                        | 10                 |
| Teillots                      | 24545      | Teillotois       | 10,02            | 99 (2022)                         | 9,9                |
| Temple-Laguyon                | 24546      | Templiers        | 2,94             | 35 (2022)                         | 12                 |
| Thenon                        | 24550      | Thenonnais       | 25,92            | 1 267 (2022)                      | 49                 |
| Tourtoirac                    | 24555      | Tourtoiracais    | 25,43            | 638 (2022)                        | 25                 |
| Villac                        | 24580      | Villacois        | 20,61            | 285 (2022)                        | 14                 |

### Démographie
Le tableau et le graphique ci-dessous correspondent au périmètre actuel de la Communauté de communes Terrassonnais Haut Périgord Noir, qui n'a été créée qu'en 2014.
| 1968   | 1975   | 1982   | 1990   | 1999   | 2008   | 2013   | 2019   |
| ------ | ------ | ------ | ------ | ------ | ------ | ------ | ------ |
| 20 923 | 21 789 | 21 995 | 21 614 | 21 384 | 22 731 | 22 853 | 22 262 |

## Administration

### Siège
Le siège de la communauté de communes est située à Terrasson-Lavilledieu.

### Les élus
Au renouvellement des conseils municipaux de mars 2020, le conseil communautaire de la communauté de communes se compose de 58 délégués représentant chacune des communes membres et élus pour une durée de six ans.
Ils sont répartis comme suit :
| Nombre de délégués | Communes                                                      |
| ------------------ | ------------------------------------------------------------- |
| 14                 | Terrasson-Lavilledieu                                         |
| 4                  | Le Lardin-Saint-Lazare                                        |
| 2                  | La Bachellerie, Condat-sur-Vézère, Hautefort, Pazayac, Thenon |
| 1                  | chacune des autres communes                                   |

### Présidence
| Période                              | Période  | Identité           | Étiquette   | Qualité                                                                                 |
| ------------------------------------ | -------- | ------------------ | ----------- | --------------------------------------------------------------------------------------- |
| janvier 2014 (réélu en juillet 2020) | En cours | Dominique Bousquet | UMP puis LR | Maire de Thenon (1983-2020) Conseiller municipal de Terrasson-Lavilledieu (depuis 2020) |

### Régime fiscal et budget
Le régime fiscal de la communauté de communes est la fiscalité professionnelle unique (FPU).

## Logo

Logo depuis octobre 2021.